# Denise Roberts
Denise Roberts es una actriz, directora, escritora y productora australiana, conocida por haber interpretado a Julie Winters en la serie G.P. y a Isabelle Turnbull en la serie Always Greener, así como por sus numerosas participaciones en televisión.

## Biografía
Su mentor fue el actor estadounidense Hayes Gordon, con quien estudió durante tres años.

## Carrera
Denise es la fundadora y directora principal de "Screenwise", una escuela para actores de cine y televisión en Sídney.
En 1985 apareció como invitada en la serie A Country Practice donde interpretó a dos personajes diferentes: a una paciente durante los episodio "Walk Tall: Part 1 & 2" y a Kristine Cox en el episodio "Work Experience: Part 2". Un año después  apareció como invitada por primera vez en la serie Sons and Daughters donde interpretó a una secuestradora durante el episodio # 1.799, un año después interpretó a Monica durante el episodio # 1.972.
En 1989 se unió al elenco principal de la serie policíaca G.P. donde interpretó a Julie Winters hasta el final de la serie en 1996.
En 1998 interpretó a Janice McGregor en el episodio "A Little Magic" de la serie médica All Saints, más tarde apareció nuevamente en la serie ahora en el 2005 interpretando a Margaret durante el episodio "Funny Games".
En el 2001 se unió al elenco principal de la serie Always Greener donde interpretó a la matriarca de la ciudad Isabelle Turnbull, la determinada madre de Katy Turnbull (Georgie Shew) hasta el final de la serie en el 2003.
En el 2003 interpretó a Christina en el episodio "Investigation" de la serie Grass Roots, anteriormente interpretó a Evelyn Savage en el episodio "The Whole Year" en el 2000.
En el 2004 apareció como invitada en la popular serie australiana Home and Away donde interpretó a Valerie Squires, una mujer con la que mantenía una aventura con Jack Hunter. Anteriormente había aparecido por primera vez en la serie en 1988 donde interpretó a una clienta durante el episodio #1.51 y un año después interpretó a Nola Dibble en el episodio #1.258 en marzo de 1989.
En el 2005 se unió al elenco de la serie australiana HeadLand donde interpretó a la secretaria de la universidad Jessica Andrews hasta el 2006.
En el 2007 interpretó a Helen Jones en la película Joanne Lees: Murder in the Outback, la cual está basada en la historia real de Joanne Lees, una joven mochilera inglesa quien junto a su novio Peter Falconio visitan Stuart Highway cerca de Barrow Creek, en donde Joanne es atacada y Peter es secuestrado y asesinado por Bradley John Murdoch.
En el 2009 apareció como invitada en la serie Packed to the Rafters donde interpretó a Bonnie Bright, papel que interpretó nuevamente en el 2012.
En el 2010 se unió al elenco principal de la serie policíaca Cops: L.A.C. donde interpretó a Diane Pappas, la inspectora de la policíaca hasta el final de la serie ese mismo año.

## Escritora
Denise es autora del popular "Get Your Act Together" un manual de asesoramiento para actores, el cual fue publicado por la prensa Ferderation en 1995.
Ha dirigido numerosas obras de teatro entre ellas: Lovers At Versailles en el 2004. También dirigió el corto de 10 minutos Stairwell el cual se proyectó en el festival de cortometrajes de Los Ángeles. Denise fue la es creadora y productora asociada de la serie dramática de diez partes Correlli la cual le dio a Hugh Jackman su gran oportunidad como protagonista en una serie en Australia.

## Filmografía

### Series de televisión
| Año             | Título                         | Personaje          | Notas                                  |
| --------------- | ------------------------------ | ------------------ | -------------------------------------- |
| 2013 - presente | Wonderland                     | Sandra Duffy       | 3 episodios                            |
| 2012            | Mrs Biggs                      | Annie Pitcher      | 2 episodios                            |
| 2009, 2012      | Packed to the Rafters          | Bonnie Bright      | 4 episodios                            |
| 2011            | Underbelly: Razor              | Alice Twiss        | episodio "Jerusalem Revisited"         |
| 2010            | Cops: L.A.C.                   | Insp. Diane Pappas | 13 episodios                           |
| 2010            | East West 101                  | Janet Miller       | episodio "Men of Conscience"           |
| 2005 - 2006     | HeadLand                       | Jessica Andrews    | 26 episodios                           |
| 2005            | All Saints                     | Margaret           | episodio "Funny Games"                 |
| 2004            | Home and Away                  | Valerie Squires    | 8 episodios                            |
| 2001 - 2003     | Always Greener                 | Isabelle Turnbull  | 50 episodios                           |
| 2001            | BackBerner                     | Beryl Todd         | episodio # 3.4                         |
| 2001            | Pizza                          | Jackie             | episodio "Politically Incorrect Pizza" |
| 2001            | Water Rats                     | Meredith Dillon    | episodio "The Thin Edge"               |
| 2000            | Grass Roots                    | Evelyn Savage      | episodio "The Whole Year"              |
| 1999            | Wildside                       | Sheryl Cunningham  | episodio # 2.19                        |
| 1989 - 1996     | G.P.                           | Julie Winters      | 317 episodios                          |
| 1996            | Snowy River: The McGregor Saga | Mary Kelly         | episodio "The Grand Opening"           |
| 1995            | Correlli                       | Helen Buckley      | 2 episodios                            |
| 1990            | E Street                       | Myra               | episodio "The Reverend & the Doctor?"  |
| 1989            | Fields of Fire III             | Mrs. Anderson      | miniserie                              |
| 1987            | Sons and Daughters             | Monica             | episodio # 1.972                       |
| 1987            | Rafferty's Rules               | Mrs. Bridges       | episodio "Kids"                        |
| 1985            | A Country Practice             | Paciente           | 2 episodios                            |
| 1981            | Bellamy                        | Bev                | episodio "Bet Your Life"               |

### Películas
| Año  | Título                              | Personaje        | Notas |
| ---- | ----------------------------------- | ---------------- | --- |
| 2014 | The Half Dead                       | The See-er       | junto a John Rhys-Davies, Steve Bastoni, Jay Laga'aia, Peter Phelps y Tasma Walton                             |
| 2014 | Schapelle                           | Ros Corby        | junto a Les Chantery, Charlotte Chimes, Vince Colosimo, Colin Friels, Jacinta Stapleton y Krew Boylan          |
| 2013 | Concealed                           | Irene            | junto a Nadia Townsend, Paul Tassone, Simon Lyndon, Woody Naismith y Anthony Phelan                            |
| 2013 | Nerve                               | Sally Livingston | junto a Craig Hall, Gary Sweet, Silvia Colloca, Christian Clark y Georgina Haig                                |
| 2012 | Cliffy                              | Molly            | junto a Roy Billing, Gyton Grantley, Stephen Curry, Krew Boylan y Kevin Harrington                             |
| 2012 | Leech                               | Betty            | corto - junto a Lauren Hamilton Neill, Debbie Nielson y Terry Serio                                            |
| 2011 | Blood Brothers                      | Sue O'Farrell    | junto a Michael Dorman, Jodi Gordon, Cariba Heine, Lisa McCune, Jonny Pasvolsky y Tony Martin                  |
| 2010 | Anyone You Want                     | Jenny            | junto a Tabrett Bethell, Max Cullen y Socratis Otto                                                            |
| 2010 | Dying Ice                           | Anciana          | corto - junto a Henry Nixon, Christian Clark y Ray Anthony                                                     |
| 2009 | Subdivision                         | Faye             | junto a Bruce Spence, Gary Sweet, John Batchelor, James Stewart, Aaron Fa'aoso y Steve Bisley                  |
| 2009 | Benefit                             | Madre            | corto - junto a Kathryn Beck, Andrew Hazzard, Roy Billing y Craig Walker                                       |
| 2007 | Boys Own Story                      | Tía Eileen       | corto - junto a Malcolm Kennard, Paul Livingston y Roy Billing                                                 |
| 2007 | Joanne Lees: Murder in the Outback  | Helen Jones      | junto a Bryan Brown, Joanne Froggatt, John Wood, Asher Keddie y Richard Carter                                 |
| 2007 | Razzle Dazzle: A Journey into Dance | Barbara          | junto a Ben Miller, Kerry Armstrong, Roy Billing, Tara Morice y Jane Hall                                      |
| 2006 | One Last Shot                       | Mesera           | corto - junto a Bill Hunter, Ralph Cotterill y Steve Bastoni                                                   |
| 2006 | Opal Dream                          | Vera Dunkley     | junto a Sapphire Boyce, Jacqueline McKenzie, Vince Colosimo y Andy McPhee                                      |
| 2003 | Kangaroo Jack                       | Tansy            | junto a Jerry O'Connell, Estella Warren, Anthony Anderson, Christopher Walken, Marton Csokas y Michael Shannon |
| 2000 | The Dish                            | Bronwyn          | junto a Sam Neill, Roy Billing, Roz Hammond, Bille Brown, Colette Mann y Bernard Curry                         |
| 1997 | Road to Nhill                       | Gwen             | junto a Tony Barry, Lynette Curran, Bill Young y Bill Hunter                                                   |
| 1987 | Two Friends                         | Jessie           | junto a Kris Bidenko, Kris McQuade, Steve Bisley, Peter Hehir y Stephen Leeder                                 |
| 1987 | Going Sane                          | Mrs. Chubb       | junto a John Waters, Judy Morris, Linda Cropper y Brett Climo                                                  |
| 1986 | For Love Alone                      | Mrs. Ashley      | junto a Sam Neill, Hugo Weaving, Naomi Watts, Helen Buday, Judi Farr, Odile Le Clezio y John Polson            |
| 1986 | Hector's Bunyip                     | Gladys Glum      | junto a Barbara Stephens, Tushka Bergen, Todd Boyce y Robert Coleby                                            |
| 1985 | The Boy Who Had Everything          | Rita             | junto a Jason Connery, Diane Cilento, Laura Williams y Lewis Fitz-Gerald                                       |
| 1984 | A Halo for Athuan                   | Maizy            | junto a Danny Caretti, Dane Carson, Tom Farley y Ron Haddrick                                                  |

### Directora, productora y escritora
| Año  | Programa              | Notas                                 |
| ---- | --------------------- | ------------------------------------- |
| 2012 | Contamination         | corto - directora y productora        |
| 2010 | The Rose              | corto - productora                    |
| 2008 | Under a Red Moon      | productora asociada                   |
| 2007 | The Getaway           | obra - directora                      |
| 2004 | Lovers at Versailles  | obra - directora                      |
| 2003 | Fully Committed       | obra - directora                      |
| 2001 | The Oldest Profession | obra - directora                      |
| 1995 | Correlli              | 10 episodios - escritora y productora |

### Apariciones
| Año  | Título             | Notas                                     |
| ---- | ------------------ | ----------------------------------------- |
| 2005 | The Price Is Right | episodio "Celebrity the Price Is Right 4" |

### Teatro
| Año        | Obra                         | Personaje | Director (a)    | Teatro             | Notas                                                                      |
| ---------- | ---------------------------- | --------- | --------------- | ------------------ | -------------------------------------------------------------------------- |
| 2006       | Charitable Intent            | -         | Sandra Bates    | Ensemble Theatre   | junto a Gael Ballantyne, Andrew Doyle, Kate Raison y Henri Szeps           |
| 2001, 2002 | The Vagina Monologues        | -         | Caroline Stacey | Street Theatre     | junto a Susie Porter, Tracy Mann y Melissa Tkautz                          |
| 2000       | Girls' Night Out             | -         | Caroline Stacey | -                  | junto a Daniel Fletcher, Diana Glenn, Martin Grelis y Nick Hardcastle      |
| 1999, 2000 | Shirley Valentine            | -         | Adam Cook       | Bridge Theatre     | -                                                                          |
| 1999       | Late Nite Catechism          | -         | -               | Bridge Theatre     | -                                                                          |
| 1993       | The Seahorse                 | -         | Sandra Bates    | Ensemble Theatre   | junto a Ivar Kantz                                                         |
| 1992       | Man of the Moment            | -         | Sandra Bates    | York Theatre       | junto a Roy Billing, Matt Day, Sharon Flanagan, Kate Raison y Michael Ross |
| 1992       | The Slab Boys                | -         | Andrew Lewis    | Crossroads Theatre | junto a Kim Lewis, John O'Hare y Robert Wilcox                             |
| 1990       | A Night with Robinson Crusoe | -         | Sandra Bates    | Ensemble Theatre   | junto a Joan Clark, Judith Fisher, Tom Oliver y Barbara Wyndon             |
| 1985       | When in Rome                 | -         | Sandra Bates    | Ensemble Theatre   | junto a Sue Currie, Felicity Soper y Don Swonnell                          |

## Premios y nominaciones
| Año  | Categoría                                            | Premio                              | Película/Serie      | Resultado |
| ---- | ---------------------------------------------------- | ----------------------------------- | ------------------- | --------- |
| 2015 | Most Outstanding Actress                             | Logie Award                         | Schapelle           | Nominada  |
| 2015 | Best Guest or Supporting Actress in a Drama          | AACTA Award                         | Schapelle           | Nominada  |
| 1998 | Best Supporting Actor - Female                       | FCCA Award                          | Road to Nhill       | Nominada  |
| 1993 | Best Actress in a Leading Role in a Television Drama | AFI Award                           | G.P.                | Ganadora  |
| 1992 | Most Outstanding Actress on Australian Television    | Silver Logie Award                  | G.P.                | Nominada  |
| -    | Most Popular Actress in a Television/Drama Series    | People’s Choice Award               | G.P.                | Nominada  |
| -    | Best Actress in a Leading Role                       | Sydney Theatre Critisc Award        | A Charitable Intent | Nominada  |
| -    | Most Popular Actress in a Television/Drama Series    | People’s Choice Award               | G.P.                | Nominada  |
| -    | Most Outstanding Actress on Australian Television    | Silver Logie Award                  | -                   | Nominada  |
| -    | Excellence Behind the Scenes                         | Chief Glugs Award                   | -                   | Ganadora  |
| -    | Best Actress                                         | Variety Club Television Drama Award | -                   | Ganadora  |